# Víctor Marte
Pour les articles homonymes, voir Marte.
Víctor Manuel Marte (né le 8 novembre 1980 à Puerto Plata en République dominicaine) est un lanceur droitier de baseball.
Il joue de 2006 à 2008 pour les Hiroshima Toyo Carp de la Ligue centrale du Japon, puis dans la Ligue majeure de baseball pour les Royals de Kansas City en 2009 et 2010 ainsi que les Cardinals de Saint-Louis en 2012 et 2013.

## Carrière

### Hiroshima Toyo Carp
Víctor Marte dispute 12 matchs en 2006, 17 matchs en 2007, et un match en 2008 pour les Hiroshima Toyo Carp de la Ligue centrale du Japon. Toujours lanceur de relève, il encaisse deux défaites et montre une moyenne de points mérités de 6,16 en 30 manches et deux tiers lancées.

### Royals de Kansas City
Víctor Marte commence sa carrière professionnelle nord-américaine en ligues mineures en 2009 avec un club affilié aux Royals de Kansas City de la Ligue majeure de baseball.
Il fait ses débuts dans le baseball majeur le 6 septembre 2009 avec les Royals. Après 8 apparitions en fin de saison 2009, il lance en relève dans 22 parties de l'équipe en 2010, totalisant 27 manches et deux tiers de travail mais accordant 30 points mérités pour une moyenne de 9,76. Il réussit cependant à éviter la défaite et remporte même 3 victoires. 
Avec une moyenne de points mérités de 9,30 au cours de ces deux saisons pour Kansas City, il ne revient pas chez les Royals, qui le transfèrent aux Cardinals de Saint-Louis en avril 2011. Il passe l'année 2011 dans les mineures avec les Redbirds de Memphis, club-école des Cardinals.

### Cardinals de Saint-Louis
Le 6 avril 2012, Marte est rappelé des ligues mineures par les Cardinals de Saint-Louis et est appelé à remplacer Scott Linebrink, blessé, dans l'effectif.
Il apparaît dans 48 matchs des Cardinals en 2012 et, en 40 manches et un tiers lancées, remet une moyenne de points mérités de 4,91 avec 36 retraits sur des prises, trois victoires et deux défaites. Il ne lance par la suite que 3 manches en 4 apparitions en relève pour Saint-Louis en 2013.

### Mexique et République dominicaine
Il joue dans la Ligue mexicaine de baseball pour les Tigres de Quintana Roo et les Acereros de Monclova en 2014, puis pour les Rojos del Águila de Veracruz en 2015. Il joue aussi dans la Ligue dominicaine de baseball hivernal pour les Tigres del Licey.

## Statistiques
En saison régulière de NPB
| Statistiques de lanceur |           |    |    |    |   |   |      |    |       |
| Saison                  | Équipe    | G  | GS | SV | V | D | IP   | SO | ERA   |
| 2006                    | Hiroshima | 12 | 0  | 0  | 0 | 1 | 11.1 | 5  | 1,59  |
| 2007                    | Hiroshima | 17 | 0  | 0  | 0 | 1 | 17.1 | 13 | 8,31  |
| 2008                    | Hiroshima | 1  | 0  | 0  | 0 | 0 | 2.0  | 2  | 13,50 |
| Totaux NPB              |           | 30 | 0  | 0  | 0 | 2 | 30.2 | 25 | 6,16  |

En saison régulière de MLB
| Statistiques de lanceur |             |   |    |    |   |   |      |    |      |
| Saison                  | Équipe      | G | GS | SV | V | D | IP   | SO | ERA  |
| 2009                    | Kansas City | 8 | 0  | 0  | 0 | 0 | 12.0 | 7  | 8,25 |
| Totaux MLB              |             | 8 | 0  | 0  | 0 | 0 | 12.0 | 7  | 8,25 |

Note: G = Matches joués ; GS = Matches comme lanceur partant ; CG = Matches complets ; SHO = Blanchissages ; 
 SV = Sauvetages ; V = Victoires ; D = Défaites ; IP = Manches lancées ; SO = retraits sur des prises ; ERA = Moyenne de points mérités.